# أليكس باول
أليكس باول (بالإنجليزية: Alex Paul)‏ هو ملحن هندي، ولد في 21 نوفمبر 1961.

## وصلات خارجية
- أليكس باول على موقع IMDb (الإنجليزية)
- أليكس باول على موقع قاعدة بيانات الفيلم (الإنجليزية)